# 山田大記
山田大記（1988年12月27日—），日本足球运动员，現效力日乙球隊磐田喜悅，前日本國家足球隊成員。

## 俱樂部生涯
1988年12月27日出生于静冈县浜松市，成为职业球员前就读于静冈名门藤枝东高校，随后前往明治大学就读，并在大学一年级时就获得了联赛出场机会大三时被召入国家队参加大学运动会获得铜牌，在关东大学联赛出场66次，打进21球。
大学毕业后，山田大记收到了磐田喜悦和鹿岛鹿角的邀请，因自己曾经所属磐田喜悦青训，所以决定加盟磐田喜悦，同时加盟的球员还有金园英学和小林裕纪。
2011年山田大记加盟磐田喜悦的第一年就获得了10号球衣，在揭幕战中替补登场，第二轮以后山田大记便得到了首发的位置，山田大记用出色的盘带技术为球队取得胜利。第10轮对山形山神的比赛中打进了自己职业生涯的第一粒进球。此后山田大记成为球队的核心，赛季结束前一天，山田大记肌肉拉伤，其后因为疲劳过度脚部骨折进行手术治疗，山田也因此错过了联赛闭幕战。山田大记的第一个赛季获得5粒进球，是前锋以外进球最多的球员。
2012年那须大亮转会柏雷素尔，山田大记戴上了队长袖标，并且成为继那须大亮后俱乐部历史上最年轻的队长。2013年赛季结束后山田大记参加苏超凯尔特人的试训。
2014年7月5日，磐田喜悦客场对京都不死鸟的比赛中替补登场，这是山田大记代表磐田喜悦的最后一次出场。并在之后前往德乙卡尔斯鲁厄参加训练。2014年7月2日磐田喜悦官网发布了山田大记转会德乙卡尔斯鲁厄的通知。
之后，山田大记成为卡尔斯鲁厄的核心球员，其市场价值也在半年内上升数倍。2014-2015赛季，山田大记出场33次打进6粒进球，然而，卡尔斯鲁厄并没有得到升级德甲的机会。
2015-2016赛季，山田大记的球衣号码变成了磐田喜悦的10号，并作为核心队员出场32次。
2016-2017赛季，卡尔斯鲁厄更换了四次教练，山田大记逐渐被排除首发名单。球队也在赛季结束后降级至德丙。山田大记也在赛季结束后发表离队声明。
离开卡尔斯鲁厄后，山田大记为了留在欧洲而继续寻找球队，此时一直关注着山田大记的老东家磐田喜悦再次向山田大记发出邀请，经过一番交谈后山田大记接受了老东家磐田喜悦的合约，2017年8月30日，山田大记重新回到自己的老东家。

## 國家隊生涯
山田大记入选日本国家足球队在2013年东亚杯的名单。在2013年东亚杯对澳洲的比赛中完成了他的国家队首秀。

## 外部連結
- 公式ブログ （页面存档备份，存于） - ameba
- ジュビロ磐田PLAYERSブログ
- BALANCE (山田大記所属マネジメント会社) （页面存档备份，存于）
- 山田大記的Facebook專頁
- 山田大記的X（前Twitter）
- 山田大記的Instagram帳戶
- 日本職業足球聯賽中的山田大記 （日語）